# モンセラート・アメデー
モンセラート・アメデー（Montserrat Amédée、1996年5月13日 - ）は、フランスの女子ラグビーユニオン選手。

## プロフィール
- フランス出身[1]。
- ポジションはフルバック(FB)。
- 身長 174cm、体重 68kg
- 女子ラグビーワールドカップ2017の女子フランス代表に選ばれたことがある[2]。

## 略歴
2018年、ラグビーワールドカップセブンズ2018の7人制女子フランス代表に選ばれて準優勝に貢献。